# Wengtai
Wengtai (kinesiska: 翁台, 翁台水族乡) är en socken i Kina. Den ligger i provinsen Guizhou, i den sydvästra delen av landet, omkring 130 kilometer sydost om provinshuvudstaden Guiyang. Antalet invånare är 2191. Befolkningen består av 1 053 kvinnor och 1 138 män. Barn under 15 år utgör 25,0 %, vuxna 15-64 år 63 %, och äldre över 65 år 10,0 %.